# تونی رنا اسنل
تونی رنا اسنل (انگلیسی: Tony Snell؛ زادهٔ ۱۰ نوامبر ۱۹۹۱) بازیکن بسکتبال اهل ایالات متحده آمریکا است.
از باشگاه‌هایی که در آن بازی کرده‌است می‌توان به دیترویت پیستونز و شیکاگو بولز اشاره کرد.